# Велень (П'ятра-Нямц, Нямц)
Велень, Велені (рум. Văleni) — село у повіті Нямц в Румунії. Адміністративно підпорядковане місту П'ятра-Нямц.
Село розташоване на відстані 275 км на північ від Бухареста, 3 км на південний схід від П'ятра-Нямца, 95 км на захід від Ясс.

## Населення
За даними перепису населення 2002 року у селі проживали 1437 осіб. Усі жителі села рідною мовою назвали румунську.
Національний склад населення села:
| Національність | Кількість осіб | Відсоток |
| -------------- | -------------- | -------- |
| румуни         | 1423           | 99,0%    |
| цигани         | 14             | 1,0%     |